# Rodinei
Rodinei Marcelo de Almeida, né le 29 janvier 1992, mieux connu sous le nom Rodinei, est un footballeur brésilien qui évolue au poste d'arrière droit à l'Olympiakos.

## Biographie

### Flamengo
Le 10 décembre 2016, le club de Flamengo annonce la signature de Rodinei pour la saison 2016,.

## Statistiques
| Club                   | Saison                 | Championnat            | Championnat | Championnat | Coupe(s) nationale(s) | Coupe(s) nationale(s) | Compétition(s) continentale(s) | Compétition(s) continentale(s) | Autres | Autres | Total | Total |
| Club                   | Saison                 | Division               | Matchs      | Buts        | Matchs                | Buts                  | Matchs                         | Buts                           | Matchs | Buts   | Match | Buts  |
| ---------------------- | ---------------------- | ---------------------- | ----------- | ----------- | --------------------- | --------------------- | ------------------------------ | ------------------------------ | ------ | ------ | ----- | ----- |
| Marcílio Dias (prêt)   | 2012                   | Série C                | -           | -           | -                     | -                     | -                              | -                              | 7      | 0      | 7     | 0     |
| Marcílio Dias (prêt)   | Total                  | Total                  | 0           | 0           | 0                     | 0                     | 0                              | 0                              | 7      | 0      | 7     | 0     |
| Corinthians (prêt)     | 2012                   | Série A                | 1           | 0           | 0                     | 0                     | -                              | -                              | -      | -      | 1     | 0     |
| Corinthians (prêt)     | Total                  | Total                  | 1           | 0           | 0                     | 0                     | 0                              | 0                              | 0      | 0      | 1     | 0     |
| CRAC (prêt)            | 2013                   | Série C                | 17          | 0           | 3                     | 0                     | -                              | -                              | -      | -      | 20    | 0     |
| CRAC (prêt)            | Total                  | Total                  | 17          | 0           | 3                     | 0                     | 0                              | 0                              | 0      | 0      | 20    | 0     |
| Penapolense (prêt)     | 2014                   | Série A1               | -           | -           | -                     | -                     | -                              | -                              | 16     | 0      | 16    | 0     |
| Penapolense (prêt)     | Total                  | Total                  | 0           | 0           | 0                     | 0                     | 0                              | 0                              | 16     | 0      | 16    | 0     |
| Ponte Preta (prêt)     | 2014                   | Série B                | 22          | 2           | -                     | -                     | -                              | -                              | -      | -      | 22    | 2     |
| Ponte Preta            | 2015                   | Série A                | 35          | 0           | 1                     | 0                     | -                              | -                              | 16     | 0      | 52    | 0     |
| Ponte Preta            | Total                  | Total                  | 57          | 2           | 1                     | 0                     | 0                              | 0                              | 16     | 0      | 74    | 2     |
| Flamengo               | 2016                   | Série A                | 13          | 0           | 4                     | 0                     | 2                              | 17                             | 1      | 36     | 1     |       |
| Flamengo               | 2017                   | Série A                | 19          | 2           | 7                     | 0                     | 5                              | 2                              | 10     | 1      | 41    | 5     |
| Flamengo               | 2018                   | Série A                | 12          | 0           | 2                     | 0                     | 6                              | 0                              | 9      | 1      | 29    | 1     |
| Flamengo               | Total                  | Total                  | 44          | 2           | 13                    | 0                     | 13                             | 2                              | 36     | 3      | 106   | 7     |
| Total dans la carrière | Total dans la carrière | Total dans la carrière | 120         | 4           | 17                    | 0                     | 13                             | 2                              | 75     | 3      | 224   | 9     |

## Palmarès

### En club
CR Flamengo
- Vainqueur du Campeonato Carioca en 2017.
- Vainqueur de la Copa Libertadores en 2019

 Olympiakós
- Vainqueur de la Ligue Europa Conférence en 2024.

### Distinctions personnelles
- Campeonato Carioca : membre de l'équipe type de l'année 2016[3]